# Светий Андраж-в-Словенських Горицях (община)
Община Светий Андраж-в-Словенських Горицях (словен. Občina Sveti Andraž v Slovenskih goricah) — одна з общин Словенії. Адміністративним центром є місто Витомарці.
Жителі в основному зайняті в сільському господарстві, тваринництві, садівництві та виноградарстві.

## Населення
У 2011 році в общині проживало 1195 осіб, 604 чоловіків і 591 жінок. Чисельність економічно активного населення (за місцем проживання), 463 осіб. Середня щомісячна чиста заробітна плата одного працівника (EUR), 867,77 (в середньому по Словенії 987.39). Приблизно кожен другий житель у громаді має автомобіль (51 автомобілі на 100 жителів). Середній вік жителів склав 39,2 роки (в середньому по Словенії 41.8). 